# لورا ویلکینسون
لورا ویلکینسون (انگلیسی: Laura Wilkinson؛ زادهٔ ۱۷ نوامبر ۱۹۷۷) شیرجه‌رو اهل ایالات متحده آمریکا بود.
وی در مسابقات کشوری و بین‌المللی در مجموع برندهٔ ۲ مدال طلا شده‌است.